# Терра-Альта

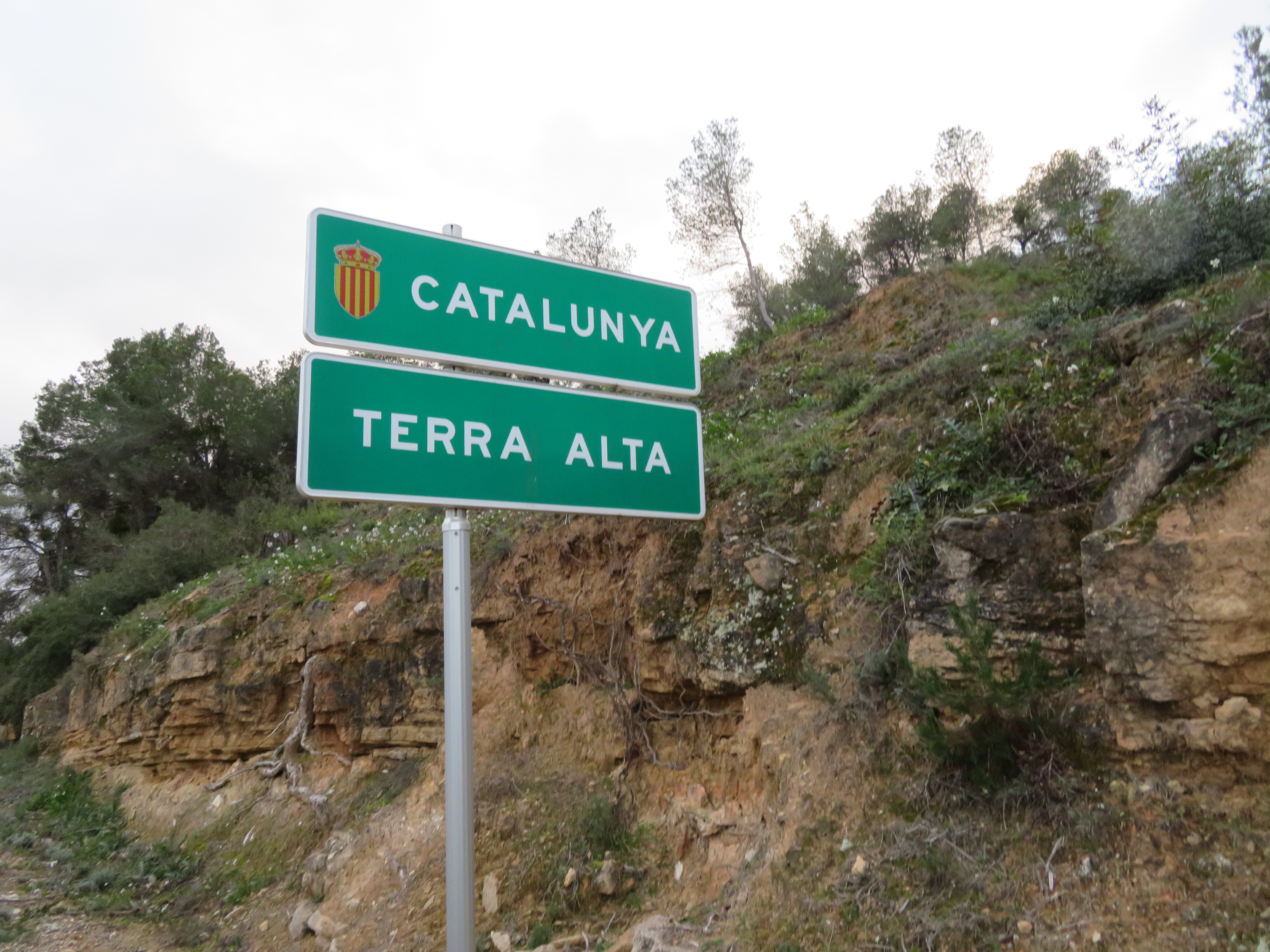
Терра-Альта

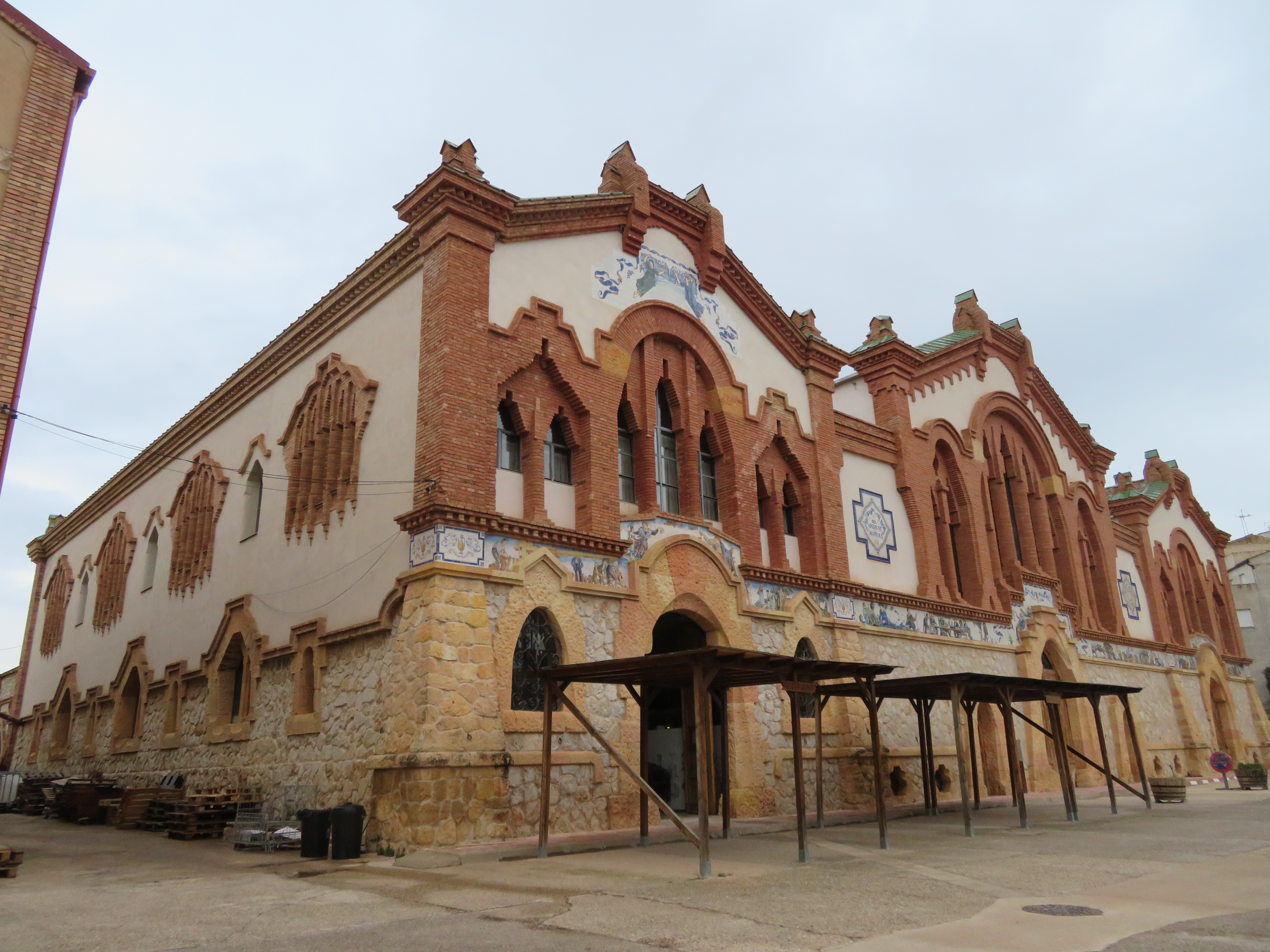
Pinell de Brai, Терра-Альта

Терра-Альта (исп. Terra Alta, галис. Terra Alta) — район (комарка) в Испании, входит в провинцию Таррагона в составе автономного сообщества Каталония.

## Муниципалитеты
1. Арнес
2. Батеа
3. Бот (Испания)
4. Касерес (Таррагона)
5. Корбера-де-Эбро
6. Ла-Фатарелья
7. Гандеса
8. Орта-де-Сан-Жоан
9. Эль-Пинель-де-Брай
10. Ла-Побла-де-Массалука
11. Прат-де-Комте
12. Вилальба-дельс-Арс